# Eneada
Eneada je mit koji potječe iz Egipta, a govori o nasljeđivanju kralja i o nastanku svijeta. Riječ Eneada dolazi od grčke riječi Ἐννεάς koja znači devet, a radi se o grčkom prijevodu na egipatsko pismo Pesedjet.

## Božanski parovi
Ovaj mit je nastao u Heliopolisu, Gradu Sunca. Govori o stvaranju svijeta i događajima koji su nakon toga uslijedili. U početku je postojao ocean Nun. Prema hermopoliskom mitu postoji i ženski ocean, Naunet. Iz Nuna se uzdignuo brežuljak, a na njemu se pojavio bog Sunca. Isprva se smatralo da je to Atum, poslije Amon-Ra (u Novom kraljevstvu), a u klasično doba to je Ra. Ra je na brežuljku stvorio svoje potomke, boga zraka Šua, božicu vode Tefnut koje je ispuljunuo i Hathor, božicu ljepote koja je nastala iz njegovog oka ili njegove suze koja je pala na pijesak. Dok su bili maleni, Šu i Tefnut su se izgubili, a Ra je poslao svoje oko u obliku Hathor da ih vrati. Kad su se vratili, Ra je plakao od sreće, a iz suza su nastali ljudi.
Kad su odrasli, Šu i Tefnut su se vjenčali i počinili incest, te su rođeni Geb, bog Zemlje i Nut, božica neba koji su također spolno općili. Rau se to nije svidjelo, pa je naredio Šuu da digne Nut iznad Geba. Šuu je pomogao Huh. Nut je, ipak, rodila djecu: Ozirisa, Izidu, Seta i Neftis.

## Ozirisova smrt
Oziris i Izida su vladali Egiptom na početku vremena i učinili mnogo dobroga. Izgrađeni su hramovi i gradovi. Geb je Ozirisu dodijelio plodno tlo, Kemet, a Setu pustinju, Dešret, no, Set je bio ljubomoran. Njegova žena Neftis voljela je Ozirisa, jer je Set imao homoseksualne sklonosti. Neftis je prevarila Ozirisa i spavala s njim, a rodila je Anubisa kojeg je odbacila zbog izgleda. Set je ubio svog brata (postoje tri inačice mita), a njegovo tijelo rasijekao. Izida i Neftis su zajedno našle sve dijelove tijela, osim spolnih organa. Anubis je izumio mumifikaciju i napravio Ozirisovu mumiju. Ozirisu je dan nov život u podzemlju, koje se zove Duat, a koje je Oziris pretvorio u raj.

## Horus i Set
Nakon Ozirisovog uskrsnuća, Izida je otišla svom mužu. Začela je Horusa, ali ga je rodila u tajnosti. Izida je skrivala Horusa u delti Nila, a pomagao joj je Thoth. Jednog dana je Horusa ugrizao škorpion. Thoth je, na sreću, izvukao sav otrov, a Ra je dotle zaustavio put po nebeskom svodu. Horus je zato u liku djeteta bio zaštitnik djece. Kad je odrastao, zauzeo se za svoje prijestolje na Sudu bogova. Sudom je predsjedavao Ra, vladar bogova, a kraj njega je još bila Hathor. Ra je zastupao Seta, tvrdeći kako je Set strašniji i moćniji. Izida i Thoth su pak došli braniti Horusa. Suđenje se zahuktavalo, i bogovi su se obratili Majci Bogova, božici Neit, koja je razmislila i odabrala Horusa. Set se nije složio pa je pokušao silom prevariti Izidu i oteti prijestolje. To je učinio tako što je Horusu izbio lijevo oko, Mjesec, ili tako što se s njim natjecao u smjenjivanju lika. Naime, oboje su se pretvorili u vodenkonje i zaronili u Nil. 
Horus je u oba mita pobijedio. Prijestolje mu je vraćeno, a Set je bio prisiljen povući se. Horus se oženio Hathor, i imao 4 sina.

## Galerija
- Ra
- Šu
- Hathor
- Nut i Geb
- Oziris
- Izida
- Set
- Neftis
- Anubis
- Anubis i Horus
- Horusovi sinovi